# Accent aigu
Pour les articles homonymes, voir Aigu.
L’accent aigu ‹ ◌́ › est un diacritique de l’alphabet latin, de l'alphabet grec, de l’alphabet cyrillique ou d’autres alphabets, hérité de l'accent aigu grec ou de l'apex latin.

## Utilisation

### Distinction de phonèmes

#### Français

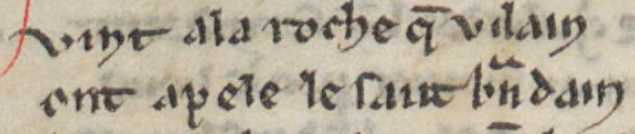
Dans cet extrait du Voyage de saint Brendan (ms. 3516 de l’Arsenal, 1267) on voit « ont apele » avant l’introduction de l’accent aigu :
Vint a la roche que vilain
Ont apelé le saint Brandain

En français, l’accent aigu est placé sur la lettre e (« é ») pour distinguer le phonème au timbre fermé /e/ du phonème /ə/.
On le rencontre exceptionnellement sur e ouvert (/ɛ/) dans les verbes à sujet inversé (aimé-je), dans quelques formes verbales (je protégerai) et dans certains mots comme allégement, événement, piétement (prononcés allègement, évènement, piètement). Ou pour le son à retrouver à côté d'une voyelle considérée donc comme muette.
L’arrêté du 28 décembre 1976 et les rectifications de 1990 autorisent en revanche l’accent grave au lieu de l’accent aigu dans les cas où la prononciation fait entendre un e ouvert : évènement, je protègerai, aimè-je.
L’accent aigu fait ses premières apparitions en français au XVIe siècle, proposé par Geoffroy Tory dans Champ fleury en 1529.
« Décérébélé », « hémidécérébellé », « éphéméréité », « hétérogénéisé » et « hétérogénéité » font partie des rares mots français qui comportent le plus d'accents aigus (cinq),.

### Accent tonique

#### Espagnol
On trouve en espagnol l’accent aigu sur ses 5 voyelles : ‹ Á á › /a/, ‹ É é › /e/, ‹ Í í › /i/, ‹ Ó ó › /o/, ‹ Ú ú › /u/.
Il indique les accents toniques « irréguliers » par rapport à la structure accentuelle courante. Par exemple : explicación /eksplika'θjon/ (« explication »), típico /'tipiko/ (« typique »).
Il permet en outre de distinguer des homophones, notamment les pronoms interrogatif et exclamatif (accentués) du pronom relatif (non accentué). C'est dans ce cas un vrai usage diacritique. Par exemple :
- ¿Qué dice? : « Que dit-il ? ».
- Lo que dice : « Ce qu'il dit ».

Parmi les autres cas se nombrent te (pronom réflexif « te ») et té (« thé »), se (pronom réflexif « se ») et sé (« sois » ou « je sais »), et mas (« mais ») et más (« plus »).

#### Portugais
On trouve en portugais l’accent aigu sur ses cinq voyelles : ‹ Á á › /a/, ‹ É é › /ɛ/, ‹ Í í › /i/, ‹ Ó ó › /ɔ/, ‹ Ú ú › /u/ (cágado, égua, fístula, óculos, músculo).

#### Italien
En italien, normalement une forme d'accent est obligatoire si la voyelle accentuée est la dernière lettre du mot, sinon on ne l'utilise pratiquement pas. L'accent aigu est toutefois moins commun que l'accent grave : il indique la prononciation fermée du e et du o, tandis que l'on utilise l'accent grave si la prononciation est ouverte ; sur i et u, les deux formes d'accent sont possibles, mais la norme moderne tend à utiliser l'accent grave; sur a on ne peut avoir que l'accent grave.
- é (perché ; prononciation fermée)
- ó (ancóra ; prononciation fermée ; toutefois, la syllabe accentuée n'est pas la dernière, et l'accent ne s'écrit que rarement pour souligner la différence avec àncora, où la syllabe accentuée est la première et non la deuxième)
- í (partí, moins commun que partì)
- ú (virtú, moins commun que virtù)

#### Russe
L’accent tonique en russe est imprévisible et doit être appris ; cependant, il n’est habituellement pas marqué à l’écrit. L’accent aigu sert à indiquer l’accent tonique, principalement dans les dictionnaires et les manuels de russe pour les étrangers, et exceptionnellement pour marquer l'accent lorsque le contexte ne permet pas de trancher (бо́льшие « plus grands » face à больши́е « grands »). Ce caractère n'est pas présent sur les claviers informatiques.

#### Néerlandais
L’accent tonique en néerlandais est lexical mais n’est pas habituellement marqué à l’écrit. Il est cependant utilisé pour quelques mots comme l’adjectif numéral ou nombre één (prononcé [en], « un ») lorsqu’il doit être distinguer de l’article indéfini een (prononcé [ən], « un »). Avant 1996, l’accent tonique pouvait être marqué avec l’accent aigu sur les voyelles longues et l’accent grave sur les voyelles courtes, deux fois sur les lettres doublées mais parfois aussi sur les deux premières lettres de voyelles composées de plusieurs lettres. Dans les règles d’orthographe de l’Union de la langue néerlandaise de 1996 et de 2005, adoptées officiellement en Belgique et aux Pays-Bas, l’accent aigu est le signe de l’accent tonique et s’utilise aussi bien sur les voyelles longues que les voyelles courtes, sur les deux premières lettres des voyelles écritent avec plus de deux lettres (excepté souvent pour le digramme ij pour des raisons techniques),,.

### Longueur de voyelles

#### Hongrois
En hongrois, l’accent aigu sert à indiquer une voyelle longue (‹ á ›, ‹ é ›, ‹ í ›, ‹ ó ›, ‹ ú ›), mais dans le cas de a et e, il modifie aussi le timbre de la voyelle : ‹ a › /ɒ/ → ‹ á › /aː/ ; ‹ e › /ɛ/ → ‹ é › /eː/. Placé sur ‹ ö › et ‹ ü ›, il prend la forme d’un double accent aigu (‹ ő ›, ‹ ű ›).

#### Tchèqueetslovaque
En tchèque et en slovaque, l’accent aigu apparaît sur les voyelles ‹ á ›, ‹ é ›, ‹ í ›, ‹ ó ›, ‹ ú › et ‹ ý › pour indiquer que ces voyelles sont longues. Dans ces langues, l et r peuvent être considérés comme des voyelles et, en slovaque, ils peuvent également être allongés : ‹ ĺ ›, ‹ ŕ ›.

### Ton

#### Vietnamien
Dans l’écriture vietnamienne quôc ngu, l’accent aigu est appelé « sắc » et indique une intonation montante.

#### Transcription du chinois
En hanyu pinyin, l’accent aigu indique un ton montant : ‹ á ›, ‹ é ›, ‹ í ›, ‹ ó ›, ‹ ú ›, ‹ ǘ ›.
Dans le bopomofo, l’accent aigu est utilisé pour indiquer le second ton. Il est placé à la droite de la lettre, par exemple ㄇㄚˊ, transcrit má en hanyu pinyin.

#### Alphabet phonétique international
Sur tout symbole de voyelle (ou de consonne vocalisée), il indique un tonème de registre haut.
Avant la convention de Kiel de 1989, l’accent aigu avait d’autre fonctions dans l’alphabet phonétique internationale.
La lettre accent aigu ‹ ´ › était utilisée pour indiquer le ton haut montant (usage emprunté à la dialectologie suédoise), elle précédait la syllabe, par exemple [´pa], comme alternative à l’accent aigu au-dessus de la voyelle, par exemple [pá]. La lettre accent aigu en indice ‹ ˏ › était utilisée pour indiquer le ton bas montant, par exemple [ˏpa], comme alternative à l’accent aigu souscrit sous la voyelle, par exemple [pa̗].
Ces notations sont obsolètes. Le ton haut montant est indiqué à l’aide des barres de ton ‹ ˧˥ › ou ‹ ˦˥ ›, par exemple [pa˧˥], ou du diacritique macron-aigu, par exemple [pa᷄]. Le ton bas montant est indiqué à l’aide des barres de ton ‹ ˩˧ › ou ‹ ˩˨ ›, par exemple [pa˩˧], ou du diacritique grave-macron, par exemple [a᷅].

### Autres usages

#### Biélorusse
En biélorusse lacinka, l'accent aigu sert, tout comme pour le polonais, à indiquer une palatalisation : ń correspond à ‹ нь › ć correspond à ‹ ць › en cyrillique, ś correspond à ‹ сь › en cyrillique et ź correspond à ‹ зь ›.

#### Polonais
En polonais, l’accent aigu a deux usages :
- sur ó, il indique que cette lettre se prononce [u] ;
- sur les consonnes, il indique la palatalisation (comme en biélorusse) : ‹ c › [t͡s] → ‹ ć › [t͡ɕ] ; ‹ n › [n] → ‹ ń › [ɲ] ; ‹ s › [s] → ‹ ś › [ɕ] ; ‹ z › [z] → ‹ ź › [ʑ] ; ‹ dz › [d͡z] → ‹ dź › [d͡ʑ].

#### Same skolt
La lettre modificative accent aigu ‹ ˊ ›, ou alternativement la lettre modificative prime ‹ ʹ › ou le symbole ASCII accent aigu ‹ ´ ›, est utilisé dans l’écriture du same skolt pour indiquer la palatalisation d’une voyelle et est placée après la lettre de cette voyelle.

#### Serbo-croate
Dans l’écriture latine du serbo-croate, la lettre Ć représente le son [t͡ɕ].

### Informatique
En langage HTML on utilise le code &#263; pour écrire un ć minuscule et le code &#262; pour écrire un Ć majuscule. Le code &eacute permet d'écrire un é, &Eacute pour écrire É.
Le codage des caractères ASCII ne contient pas de lettre accentuée. Lorsque c'est le seul codage disponible, certains simulent l'accent aigu en plaçant une apostrophe derrière la lettre : par exemple en écrivant « e'te' » pour « été ». C'est d'ailleurs cette solution qui a été retenue pour le VIQR (codage vietnamien).